# Viorel Pavel
Viorel Pavel (n. 11 decembrie 1954, Sighetu Marmației, Maramureș, România – d. 19 august 2020) a fost un deputat român în legislatura 1992-1996, ales în județul Giurgiu pe listele partidului PNȚCD/PER.